# Йозеф Мецгер
Йозеф Мецгер (нім. Josef Metzger; 19 січня 1870, Бережани — 28 липня 1921, Нойленгбах) — австро-угорський штабний офіцер і воєначальник, фельдмаршал-лейтенант.

## Біографія
Йозеф Мецгер народився 19 січня 1870 в Бережанах, Галичина. Військову освіту здобув у Терезіанській військовій академії, після чого служив у званні лейтенанта у 3-му піхотному полку. З 1891 року відвідував Військове училище у Відні, яке закінчив у 1893 році. Після служби у різних частинах у березні 1896 року направлений до оперативного відділу Генерального штабу, де й прослужив більшу частину своєї кар'єри. У квітні 1910 року призначений начальником оперативного відділу Генерального штабу і на цій посаді брав участь у створенні військових планів австро-угорської армії.
На початку Першої світової війни Мецгер брав участь у плануванні всіх операцій австро-угорської армії. В травні 1916 року призначений заступником начальника Генерального штабу. У квітні 1917 року звільнений з посади і призначений командиром 1-ї піхотної дивізії, яка перебувала на Італійському фронті. Командуючи дивізією, він брав участь у десятій та одинадцятій битвах при Ізонцо. У битві при Капоретто, в якій 1-ша піхотна дивізія входила до складу 14-ї армії, вона дійшла до річки П'яве, за що була нагороджена. Після цього в червні 1918 року Мецгер взяв участь у невдалій битві при П'яве, а в липні був перекинутий на Західний фронт, де дивізія займала позиції на північ від Вердена.
Після закінчення війни 1 січня 1919 року вийшов у відставку.
Йозеф Мецгер помер 28 липня 1921 року у віці 52 років в місті Нойленгбах в районі Санкт-Пельтен, Нижня Австрія.

## Звання
- Оберлейтенант (1892)
- Гауптман (1896)
- Майор (травень 1904)
- Оберстлейтенант (травень 1909)
- Оберст (травень 1911)
- Генерал-майор (січень 1915)
- Фельдмаршал-лейтенант (травень 1916)

## Нагороди
- Ювілейна пам'ятна медаль 1898
- Хрест «За вислугу років» (Австрія)
- Ювілейний хрест
- Хрест «За військові заслуги» (Австро-Угорщина) 2-го класу з військовою відзнакою
- Орден Залізної Корони 2-го класу з військовою відзнакою
- Військовий орден Марії Терезії, лицарський хрест — за заслуги у битві при Капоретто[4].